# Tampa Bay Lightning
Tampa Bay Lightning er et professionelt ishockeyhold der spiller i den bedste nordamerikanske række NHL. Klubben spiller sine hjemmekampe i Amalie Arena i Tampa, Florida, USA. Klubben har vundet Stanley Cup finalen tre gange, hhv. i sæsonen 2003-04 hvor man slog Calgary Flames med 4-3 i kampe, samt 2019/2020 hvor man slog Dallas Stars med 4–2 og samt 2020/2021 hvor man slog Montréal Canadiens med 4–1.

## Nuværende spillertrup
Pr. 7. oktober 2008.
Målmænd
- 37  Olaf Kölzig
- 41  Mike Smith

Backer
- --  Curtis Foster
- --  Victor Hedman
- 14  Andrej Meszaros – A
- 32  Matt Smaby
- 39  Mike Lundin
- 54  Paul Ranger
- 29  Janne Niskala
- 56  Vladimir Mihalik
- ??  Lukáš Krajíček

Forwards
- 4  Vincent Lecavalier – C
- 10  Gary Roberts
- 11  Jeff Halpern
- 12  Ryan Malone
- 16  Jason Ward
- 17  Radim Vrbata
- 18  Adam Hall
- 24  Andreas Karlsson
- 26  Martin St. Louis – A
- 29  Craig MacDonald
- 33  David Koci
- 34  Ryan Craig
- 36  Jussi Jokinen
- 76  Evgeni Artyukhin
- 77  Chris Gratton
- 91  Steven Stamkos

## 'Fredede' numre
- 99 Wayne Gretzky Nummer fredet i hele NHL 6. februar, 2000